# Тертл-Лейк (Монтана)
Тертл-Лейк (англ. Turtle Lake) — переписна місцевість (CDP) в США, в окрузі Лейк штату Монтана. Населення — 251 особа (2020).

## Географія
Тертл-Лейк розташований за координатами 47°40′12″ пн. ш. 114°5′9″ зх. д. / 47.67000° пн. ш. 114.08583° зх. д. (47.670112, -114.085706).  За даними Бюро перепису населення США в 2010 році переписна місцевість мала площу 1,71 км², з яких 1,49 км² — суходіл та 0,21 км² — водойми.

## Демографія
Згідно з переписом 2010 року, у переписній місцевості мешкало 209 осіб у 62 домогосподарствах у складі 48 родин. Густота населення становила 122 особи/км².  Було 65 помешкань (38/км²).
Расовий склад населення:
| - 71,8 % — корінних американців - 19,1 % — білих - 1,0 % — азіатів |

До двох чи більше рас належало 8,1 %. Частка іспаномовних становила 2,4 % від усіх жителів.
За віковим діапазоном населення розподілялося таким чином: 42,1 % — особи молодші 18 років, 50,7 % — особи у віці 18—64 років, 7,2 % — особи у віці 65 років та старші. Медіана віку мешканця становила 27,3 року. На 100 осіб жіночої статі у переписній місцевості припадало 85,0 чоловіків;  на 100 жінок у віці від 18 років та старших — 95,2 чоловіків також старших 18 років.
За межею бідності перебувало 40,1 % осіб, у тому числі 53,8 % дітей у віці до 18 років та 23,8 % осіб у віці 65 років та старших.
Цивільне працевлаштоване населення становило 81 осіб. Основні галузі зайнятості: роздрібна торгівля — 77,8 %, мистецтво, розваги та відпочинок — 22,2 %.